# جواز سفر سلوفاكي
يصدر جواز السفر السلوفاكي لمواطني سلوفاكيا لتمكينهم من السفر الدولي القانوني. كل مواطن سلوفاكي هو أيضا مواطن في الاتحاد الأوروبي. جواز السفر، بالإضافة إلى بطاقة الهوية الوطنية يسمح بحرية التنقل والإقامة في أي دولة من دول الاتحاد الأوروبي والمنطقة الاقتصادية الأوروبية. تصدر جوازات سفر في سلوفاكيا من قبل الشرطة السلوفاكية.
بدأ جوازات السفر الالكترونية السلوفاكية منذ في 15 يناير، 2008. البيانات الالكترونية تتألف من الصورة الشخصية للوجة. في 22 يونيو 2009 تم تغيير جوازات السفر لتشمل البيانات الالكرونية الصورة الشخصية للوجة وأيضا بصمات الأصابع.

## متطلبات التأشيرة

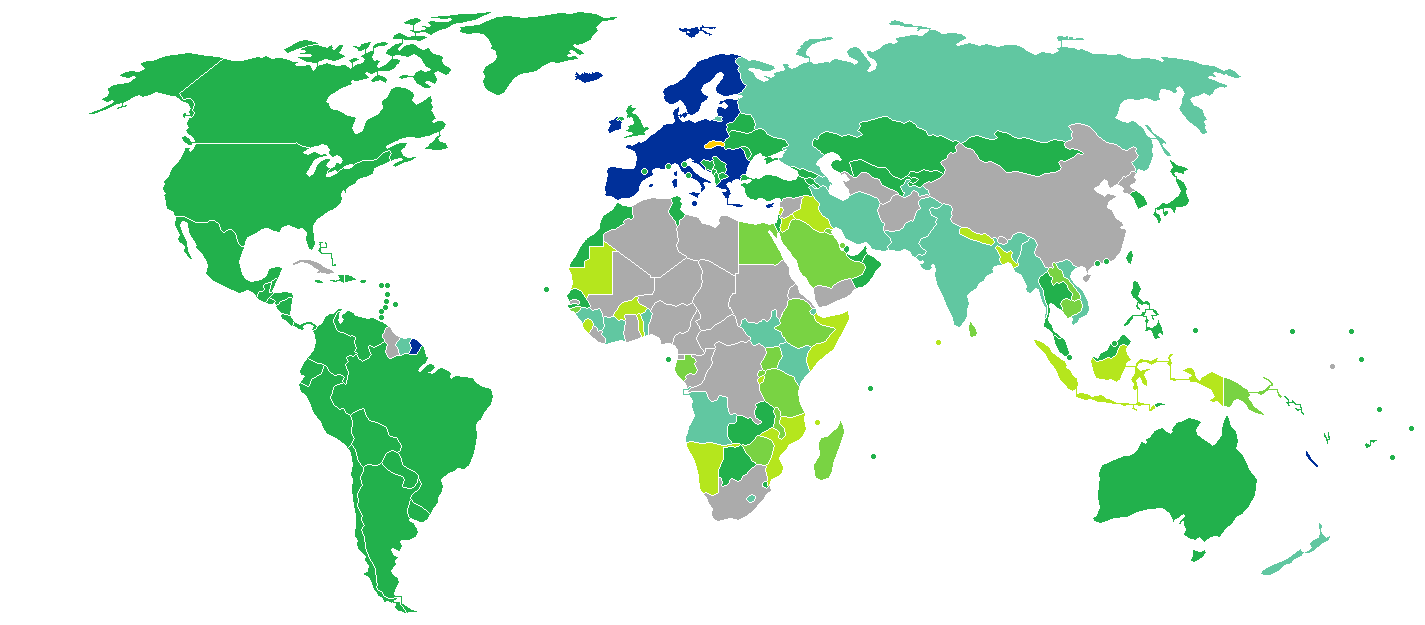
البلدان والأقاليم التي لا تفرض تأشيرة أو تطلب تأشيرة دخول عند الوصول للجهة، لحاملي جوازات السفر السلوفاكية العادية.

اعتبارًا من 11 يناير 2022 كان المواطنون السلوفاكيون يتمتعون بدخول 182 دولة وإقليم بدون تأشيرة أو تأشيرة عند الوصول، مما جعل جواز السفر السلوفاكي يحتل المرتبة 9 من حيث حرية السفر وفقًا مؤشر هينلي لجوازات السفر.

## معرض صور

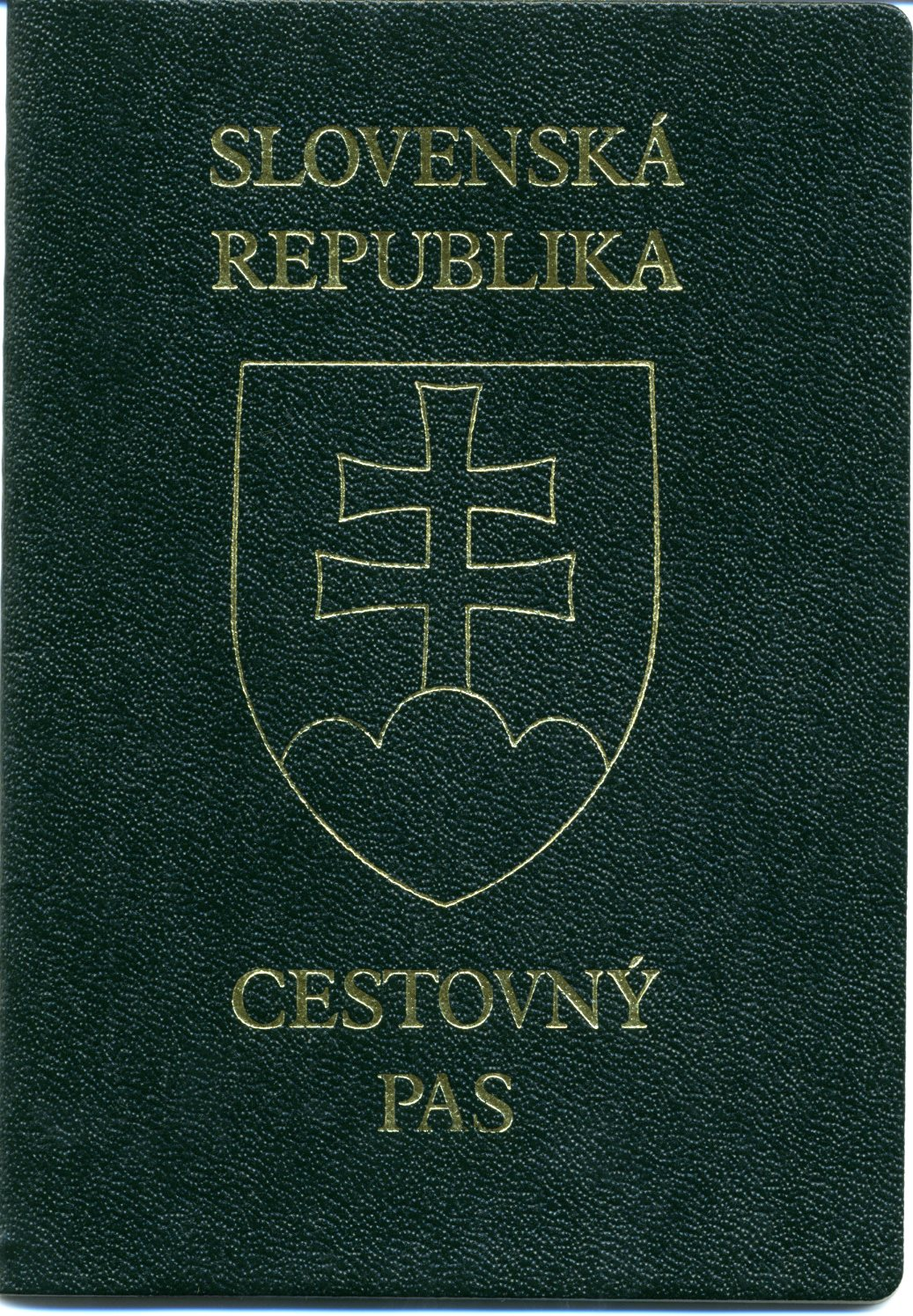
جواز سفر سلوفاكيا بين عام 1994 و2005.
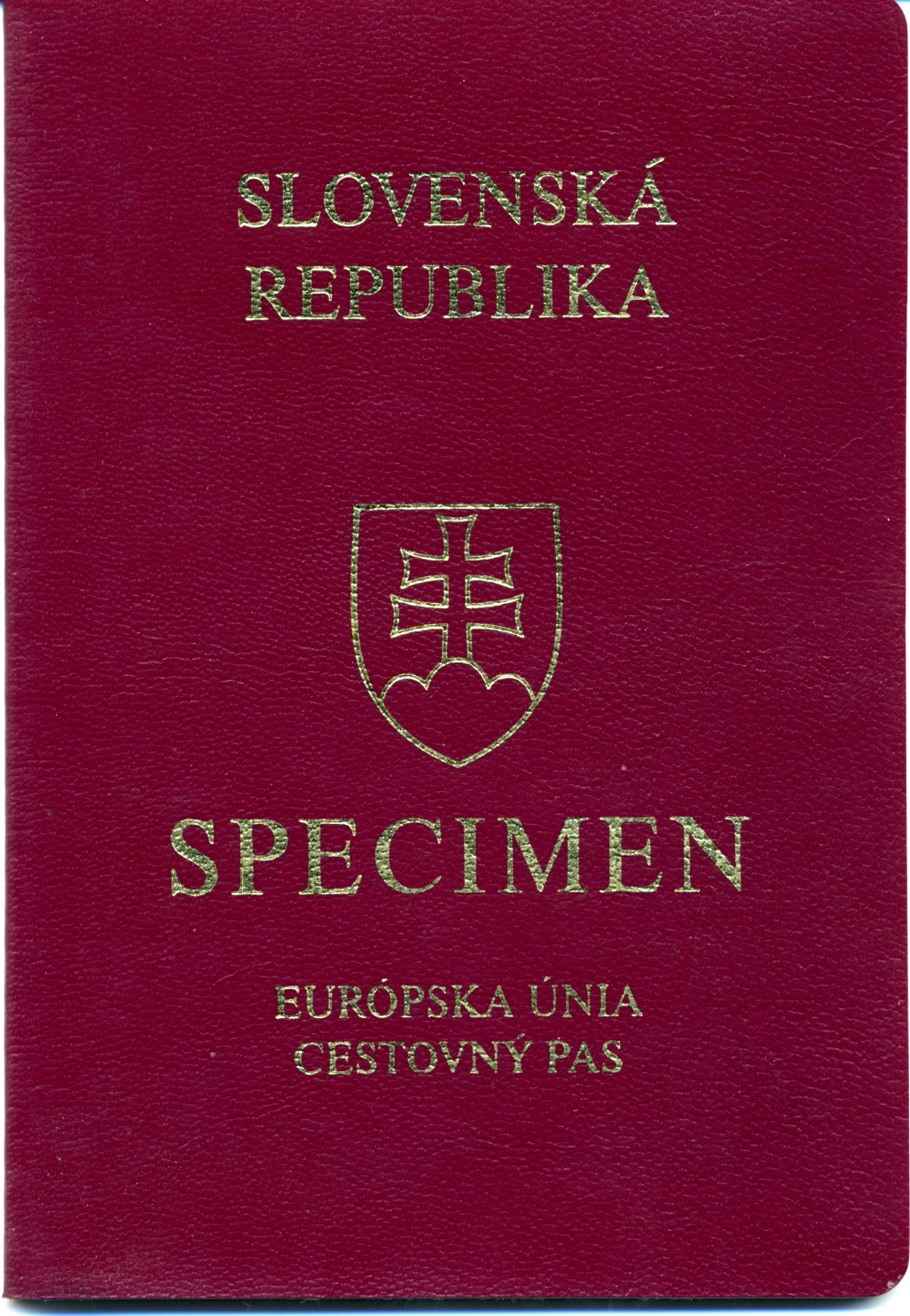
جواز سفر سلوفاكيا بين عامي 2005 و 2008.
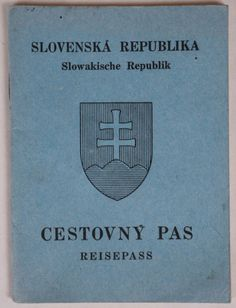
جواز سفر سلوفاكي صادر بين عامي 1939 و1945 من قبل الجمهورية السلوفاكية الأولى.